# Onegai Teacher
Onegai Teacher (おねがい☆ティーチャー?) es una serie de anime escrita por Yōsuke Kuroda y producida por el estudio Bandai, la cual fue posteriormente adaptada a una versión manga. La historia se basa en un grupo de amigos y unos hechos misteriosos y extraños que ocurren tras la llegada de una nueva profesora a su colegio. 
La versión animada de Onegai Teacher fue emitida por la señal satelital WOWOW japonesa desde el 10 de enero de 2002 hasta el 28 de marzo del mismo año, completando un total de 12 capítulos. Un capítulo adicional en formato OVA salió a la venta el 25 de octubre de 2002. El anime fue rápidamente adaptado al manga, serializado por la editorial MediaWorks, en la revista Dengeki Daioh, en enero de 2002. La serie consta de un spin off llamado Onegai Twins el cual fue emitido en el mismo canal japonés WOWOW entre el 15 de julio y el 4 de octubre de 2003.

## Argumento
La serie se sitúa en un futuro incierto pero muy cercano al presente. Kei Kusanagi es un muchacho que vive en un pequeño pueblo junto a sus tíos y asiste a la preparatoria como un chico normal, sin embargo sufre una extraña y desconocida enfermedad que lo hace caer en estados de inconsciencia de forma impredecible los que pueden durar minutos o años. 
Un día una joven maestra llamada Mizuho Kazami es contratada en el colegio y se vuelve la tutor de su clase y además vecina de Kei. Casi de inmediato el muchacho descubre que se trata de una alienígena que ha venido a la Tierra en una misión de investigación y tras un incidente que los involucra a ambos y pone en peligro la tapadera de la muchacha decide explicar que como él realmente ya es mayor de edad ambos son una pareja que intenta mantener un bajo perfil debido a que son maestra y alumno.
Para mantener su coartada, ambos acaban casándose realmente y Kei debe abandonar a sus tíos para vivir con su "esposa" a la vez que entre ambos comienzan a crecer los sentimientos por el otro; pero aun si deben evitar que el resto descubran que son un matrimonio, que viven juntos, que Kei sufre esta rara enfermedad y que Mizuho es una extraterrestre.

## Personajes
Kei Kusanagi
Seiyū: Soichiro Hoshi
Es el protagonista de la serie. Descubre la llegada de Mizuho por accidente y se casa con ella para proteger su secreto. Sufre una enfermedad que le provoca desmayos, el cual denomina "desvanecimientos" (停滞, teitai), y por la que permaneció en una especie de estado de coma durante tres años, antes del comienzo de la serie, en este estado su cuerpo se mantuvo sin envejecer, por lo que parece tener quince años cuando realmente tiene dieciocho.
Mizuho Kazami
Seiyū: Kikuko Inoue
Junto con Kei Kusanagi, es la protagonista de la serie. Visitante del espacio en una misión de investigación; es parte humana, por lo que aceptó esta misión de vigilancia para conocer el planeta natal de su padre (astronauta desaparecido en una misión y rescatado por su raza). A pesar de todo es muy ingenua en algunos aspectos y tan madura como los estudiantes a los que enseña.
Koishi Herikawa
Seiyū: Ayako Kawasumi
Compañera de Kei, secretamente enamorada de él, intenta frecuentemente crear un ambiente entre ella y Kei, pero no resulta, en parte porque las circunstancias nunca son favorables y en parte porque Kei sabe sus intenciones y no le interesa, primero porque desea alejarse de la gente por su enfermedad y posteriormente por sus sentimientos hacia Mizuho.
Hyosuke Magumo
Seiyū: Mitsuo Iwata
Hiperactivo y deseoso de llamar la atención. Su personalidad extrovertida lo hace ser firme en sus palabras y en ocasiones maduro para afrontar la realidad, entabla una relación con Ichigo hacia la mitad de la serie (en el manga) y con Kaede (en el anime) contra lo que muestra su apariencia es uno de los mejores estudiantes del salón.
Kaede Misumi
Seiyū: Sayaka Ohara
Callada y amable, tiene mucha madurez emocional, sabe como ayudar a sus amigos. Está enamorada de Hyosuke y se vuelve su pareja hacia la mitad de la serie. Su personalidad va más allá de ser tímida puesto que logra entablar conversaciones de bastante profundidad y siempre dispuesta a superar los retos de la vida.
Matagu Shidoh
Seiyū: Hiroaki Miura
Poco exitoso con las mujeres y algo falto de personalidad, es amigo de Kei y de los demás chicos del grupo.
Ichigo Morino
Seiyū: Yukari Tamura
Sufre de la misma enfermedad que Kei, ella estuvo en coma durante seis años, experiencia que la volvió cínica, manipuladora y retraída. Parece ser la única que sospecha de las conductas cada vez más extrañas de Kei y Mizuho. Desea ver a sus amigas felices al punto de obsesionarse con esta idea, por lo que no dudará en manipular a la gente para lograrlo, sin importar si la otra persona tiene o no interés en esa relación. En realidad tiene 21 años, pero luce mucho más joven que el resto de sus amigos ya que incluso antes de sufrir el desvanecimiento era alguien poco desarrollada para su edad; aun así entabla una relación con Hyosuke (en el manga).
Minoru Edajima
Seiyū: Naoya Uchida
Tío de Kei, este vive con él y su esposa desde que Kei despertó de su enfermedad, en parte para recibir cuidados, ya que es médico, en parte para comenzar una nueva vida, a pesar de ser su tío es más un amigo y una figura paterna; es algo pervertido y un poco infantil lo que le causa problemas con su mujer, pero se preocupa de Kei. Es un buen médico, pero muchas veces la clínica se encuentra cerrada por culpa de sus impulsos hacia su mujer, lo que ha hecho que pierda varios clientes después que estos se llevan una pésima impresión al visitarlo sin una cita.
Konoha Edajima
Seiyū: Rei Sakuma
Tía de Kei y esposa de Minoru, atiende como recepcionista y enfermera en la clínica. Siempre sonríe, incluso cuando golpea a su marido por hablar o mirar a otras mujeres.
Hatsuho Kazami
Seiyū: Yumi Takada
Madre de Mizuho, parece disfrutar el seducir a Kei a cada oportunidad que se le presenta. Físicamente es muy similar a ella, excepto por su cabello más oscuro y un lunar en la barbilla. Antiguamente fue la esposa de un astronauta humano que se extravió y fue rescatado por su raza, junto con él tuvo a sus hijas.
Maho Kazami
Seiyū: Satomi Kōrogi
La hermana menor de Mizuho, al principio está en contra de la relación de su hermana, llegando incluso a intentar asesinar a Kei, pero después se encariña con él, de modo que incluso lo ve posteriormente como el modelo ideal de lo que es un novio.
Yamada Masaomi
Seiyū: Tomokazu Sugita
Profesor de taller del colegio, un individuo algo extraño, siempre está vestido con un overol de trabajo, botas de mecánico y una gorra; es muy desaliñado, ya que además, nunca se corta el pelo ni se le ha visto con otra ropa y tiene la manía de encender un cigarrillo tras otro. No es bueno con las palabras y su estado anímico es en general apático o depresivo, pero valora mucho a sus estudiantes y algunas veces sorprende con sus acertados consejos, es por ello, que muchos de los alumnos lo llaman Yama-chan y es muy común verlos en el taller ayudándolo en su proyecto de crear un aeroplano impulsado por propulsión humana.
Marie
Seiyū: Tomoko Kaneda
Encargado de la nave espacial de Mizuho, es la computadora, sistema de navegación y teletransportación de la nave. Ayuda en todo lo que precisa a Mizuho. Cuando Kei entró por primera vez a la nave se asustó al verlo y lo golpeó al apartarlo, con lo cual se dañó. Se supone que se auto-reparó después del incidente, pero desde entonces su carácter es relajado y algo extraño. Contrariamente a lo que su nombre indica, es masculino, además lleva un noviazgo con Miruru, la computadora de Maho, hermana menor de Mizuho. Su apariencia es la de un pequeño ser de cinco o diez centímetros, su cara es blanca y con ojos negros, sin nariz y su boca solo se ve cuando la abre, está enfundado en un traje amarillo con una capucha ajustada y un bolsillo en el abdomen y por lo general lleva puesto un salvavidas en su cintura, lo único que puede pronunciar es "Ná", pero a pesar de ello puede hacerse entender fácilmente.

## Guía de capítulos
- 1.- Enseñame, profesora. 
  - 教えてティーチャー
- 2.- Relación prohibida.
  - もう、お婿にいけません
- 3.- Profesora, quizá no deberíamos... 
  - まずいよ★先生
- 4.- Todavía puedo quererte.
  - やっぱり好きかも
- 5.- Lo haré por mi profesora. 
  - そんな先生に、ぼくは
- 6.- Empecemos desde el principio. 
  - 始まってから始めよう
- 7.- No llores, profesora.
  - 泣かないで先生
- 8.- Una larga noche.
  - 長い夜
- 9.- Deja que termine. 
  - もう、おわりにしよう
- 10.- Pero... 
  - でも
- 11.- Profesora.
  - せんせい
- 12.- Una vez más, profesora 
  - もう一度ティーチャー
- 13.- -OVA- Pareja secreta 
  - ヒミツなふたり

## Otros medios

### Manga
Onegai Teacher fue adaptada al manga, por manga artist Dengeki Daioh, en enero de 2002, consiste en dos volúmenes.
La historia mantiene la trama básica, pero agrega humor cómico que se adapta bien al formato manga, aprovechando al máximo los fotogramas fijos. Sin embargo, hay bastantes detalles menores que se han omitido del anime o se cambiaron por completo: la relación entre Hyosuke y Kaede se desvía, con Hyosuke terminando con Ichigo; Yamada nunca se presenta; Minoru es mucho más abierto con su lujuria, pero es de gran ayuda en la relación de Kei y Mizuho; el papel de Koishi se ha reducido un poco; Hatsuho solo se muestra en solo dos cuadros, como una llamada de transmisión a la pareja advirtiéndoles de la ira de Maho y en el otro mundo cuando Kei se detiene; y finalmente, la luna de miel de Okinawa nunca se muestra ni se menciona.

### Novela ligera
La versión de la novela ligera titulada Onegai Teacher: Mizuho and Kei's Milky Diary fue escrita por Gō Zappa e ilustrada por Taraku Uon y Hiroaki Gōda . Fue publicado en Japón por MediaWorks en marzo de 2003 y solo tenía un volumen de extensión. La edición en inglés fue publicada por Comics One en octubre de 2003.